# 교정 (출판)
교정(校正, proofreading)은 국립국어원 표준국어대사전의 정의에 따르면 "교정쇄와 원고를 대조하여 오자, 오식, 배열, 색 따위를 바르게 고침"이다. 출판업에서는 흔히 "교열"이 덧붙어서 "교정교열"이라는 복합어로 쓰인다. 출판 편집에서 교정은 3회를 기준으로 이루어지며 초교, 재교, 삼교라는 단계별 명칭이 있다. 출판업계에서는 이 작업에 특화되어 하는 전문적으로 하는 사람을 "교정자"라고 부른다. 주로 이들은 출판사와 외주 형식으로 일한다.
모든 교정자 즉 에디터는  논문 출판 교정을 위해  인용 스타일(예를 들어, MLA, APA, Chicago)의 차이와 뉘앙스를 명확하게 숙지하고 있어야 한다. 학술 출판물을 교정하는 사람은 인용한 출판물을 표기할 때 연도 뒤에 쉼표가 오는지 마침표가 오는지에 대해 엄격해야 하며, 출처를 나열하는 섹션의 제목을 References로 해야 하는지 Works Cited로 해야 하는지를 알아야 한다.
1. ↑  “논문 스타일에 따른 논문교정” (미국 영어). 2022년 11월 4일에 확인함.